# 쿠쿠르비타신
쿠쿠르비타신(cucurbitacin)은 박과 식물 특유의 스테로이드의 일종으로 쓴 맛이 난다. 오이, 멜론, 수박, 참외 등의 설익은 부분에 포함되어 있다. 일반적으로는 함량이 적기 때문에 먹어서 쓴맛까지 느끼지는 않는다. 그러나 드물게 쿠쿠르비타신을 많이 생산하는 것이 섞여 유통되는 경우가 있으며, 쓴맛을 참고 먹었다가 식중독이 일어난 사례가 있다. 그러나 쿠쿠르비타신은 최근 연구에서 독성에서의 작용뿐만아니라 암세포억제,간세포에서의 해독작용등의 긍정적인 생리활성물질로 재평가 받고있다.
쿠쿠르비타신 A ~ T를 비롯하여 20여 개의 변종이 있으며, 대부분 인간이 먹었을 때는 쓴맛이 나고 세포독성에관한 작용기전과 관련해서 이것의 잠재적인 생리활성반응이 어떻게 나타나는지 연구되고있다.

## 피토케미컬
쿠쿠르비타신에 대한 피토케미컬 생성 성분은 유방암 세포증식억제와 간 해독작용에 도움이 있다고 연구결과가 지속적으로 보고되고있다.

## 같이 보기
- 솔라닌
- 캡사이신

## 참고 자료
- (아주대학교병원,건강정보(질병정보) 여름 과일로 건강한 여름 나기)[깨진 링크(과거 내용 찾기)]